# Караґуз-е-Хаджі-Баба
Караґуз-е-Хаджі-Баба (перс. قراگوز حاجی‌بابا) — село в Ірані, входить до складу дехестану Південний Назлуй у Центральному бахші шахрестану Урмія провінції Західний Азербайджан.